# カメハメハ1世
カメハメハ1世（Kamehameha I、1758年 - 1819年、生年は諸説あり）は、ハワイ諸島を初めて統一して1810年にハワイ王国を建国し、初代国王となった人物である。カメハメハ大王の名でも親しまれる。「カ・メハメハ」はハワイ語で「孤独な人」、「静かな人」の意。なお、ハワイ語は文字を持たない言語であった関係で、古い文献などではハメハメハ (Hamehameha) と表記される例も見られる。

## プロフィール

### 国家統一
ハワイ島のカパアウで生まれたなど諸説があり、生まれ年もはっきりしないが、いずれにしろ北西部で幼児期を過ごしていて、カパアウの町中に彼の像が建てられ、隣町のハヴィ郊外のモオキニ・ヘイアウに彼の誕生地が祭られている。ハワイ島の首長であったカラニオプウの甥にあたるといわれる。
青年期にはヒロで「ナハの石」を動かしたので、将来ハワイ全体の王様になるなどの伝説がいろいろと伝えられている。
叔父の死後、その長男のキワラオを倒して島内を掌握すると、イギリスから武器や軍事顧問などの援助を受け、マウイ島やオアフ島など周辺の島々を征服していった。
政敵が火山の噴火や外敵などにより壊滅状態になったことも統一に幸いした。18世紀末までにはカウアイ島、ニイハウ島を除く全地域を支配下におさめ、1810年にこの2島もカメハメハに服属して国家統一を成し遂げた。

### 優れた外交感覚
カメハメハは優れた外交手腕でイギリスやアメリカ合衆国などの西洋諸国との友好関係を維持してハワイの独立を守り、伝統的なその文化の保護と繁栄に貢献した。また、カメハメハ1世が作った「ママラホエ」と呼ばれる法律は、戦時における非戦闘員の人権を保護するものであり、今日では世界中で受け入れられている先駆的なものであった。副王としてカメハメハ2世、および3世を補佐して旧習撤廃に努めたカアフマヌがいる。

## カメハメハ軍の装備
1789年冬、アメリカ人メットカーフ親子が率いるエレアノラ号とフェアー・アメリカン号がハワイ島を訪問した際、トラブルにより100人余りの島民の命を奪う事件が起こった。これに恨みを持った首長カメイアイモクは、フェアー・アメリカン号を1790年3月3日に襲撃し、乗組員のアイザック・デービスを除く全員を殺害した。これを受けてエレアノラ号は乗組員ジョン・ヤングを調査に派遣したが、ヤングは捕縛されたため、やむをえずエレアノラ号はヤングを残して出航した。こうして、ハワイにデービスとヤングの二人が残された。カメイアイモクの振る舞いに激怒したカメハメハ1世は、すぐデービスとヤングを保護し、自分の軍事顧問として遇した。
それ以来カメハメハ1世は火器と火薬の調達にいそしみ、火器の使用法や管理法に習熟した白人の顧問を迎え入れた。1804年には、600挺のマスケット銃、14門の大砲、40門の旋回砲、6門の小型臼砲を保有するに至った。

## 大王像
カメハメハ1世の像は、現在ハワイ州内の3か所にある。最も有名なのは、ホノルルのダウンタウン、アリイオラニ・ハレ（ハワイ州最高裁判所）にある像である。この像は1878年に、「キャプテン・クックによるハワイ発見100周年」を記念してイタリアで造られたが、輸送の途中海に没したため、再度造られた。左手の槍は平和を象徴し、掲げた右手はハワイの繁栄を表している。像のモデルとなったのはカメハメハ1世本人ではなく、建立当時の王であるカラカウアが宮廷の中から選んだ、特に見た目が美しい男性である。
他の二体は生誕地であるハワイ島北部のカパアウと東部のヒロにあり、いずれも大王と深く関係した土地である。カパアウの像は上で海中へ没したのを引き揚げたもので、ヒロの像は別に最近1960年代に作られたものである。カメハメハ大王像は、そのミニチュアがハワイの土産物になり多くの土産物屋で売られているなど、日本でもよく知られた存在である。

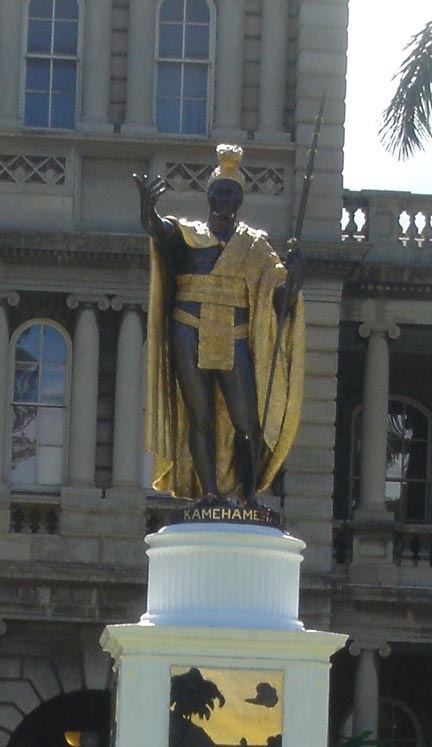
カメハメハ大王像（オアフ島ホノルル）
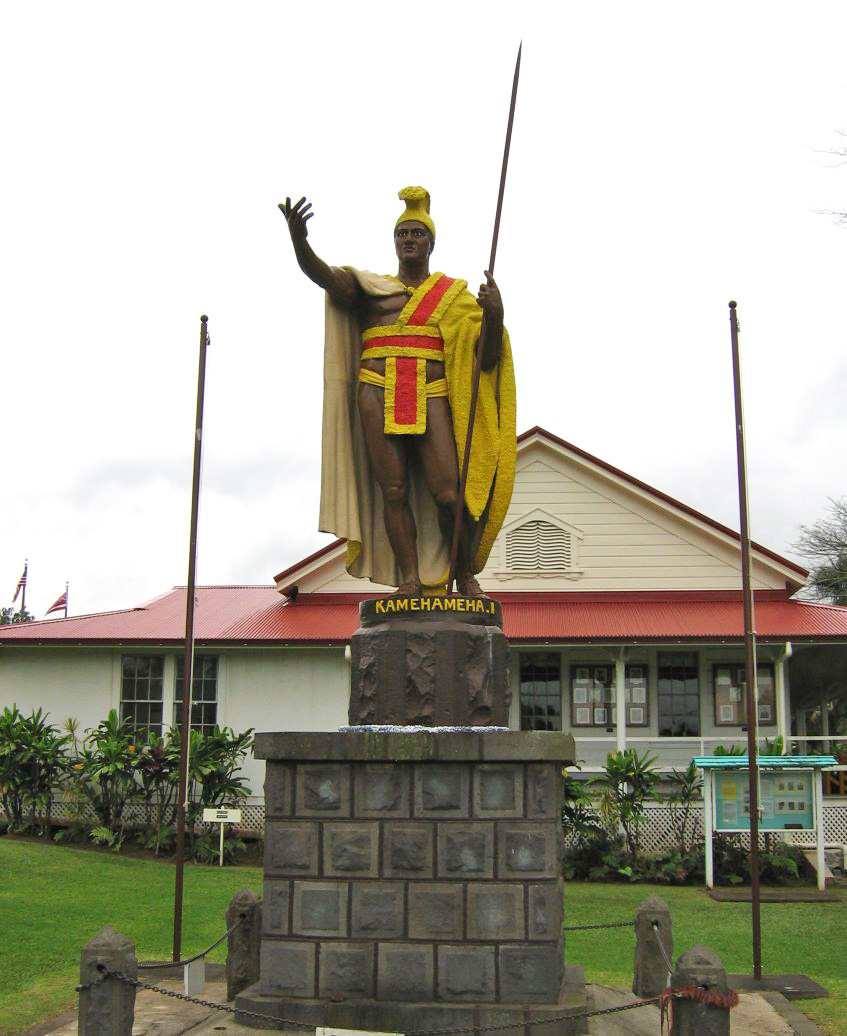
カメハメハ大王像（ハワイ島カパアウ）
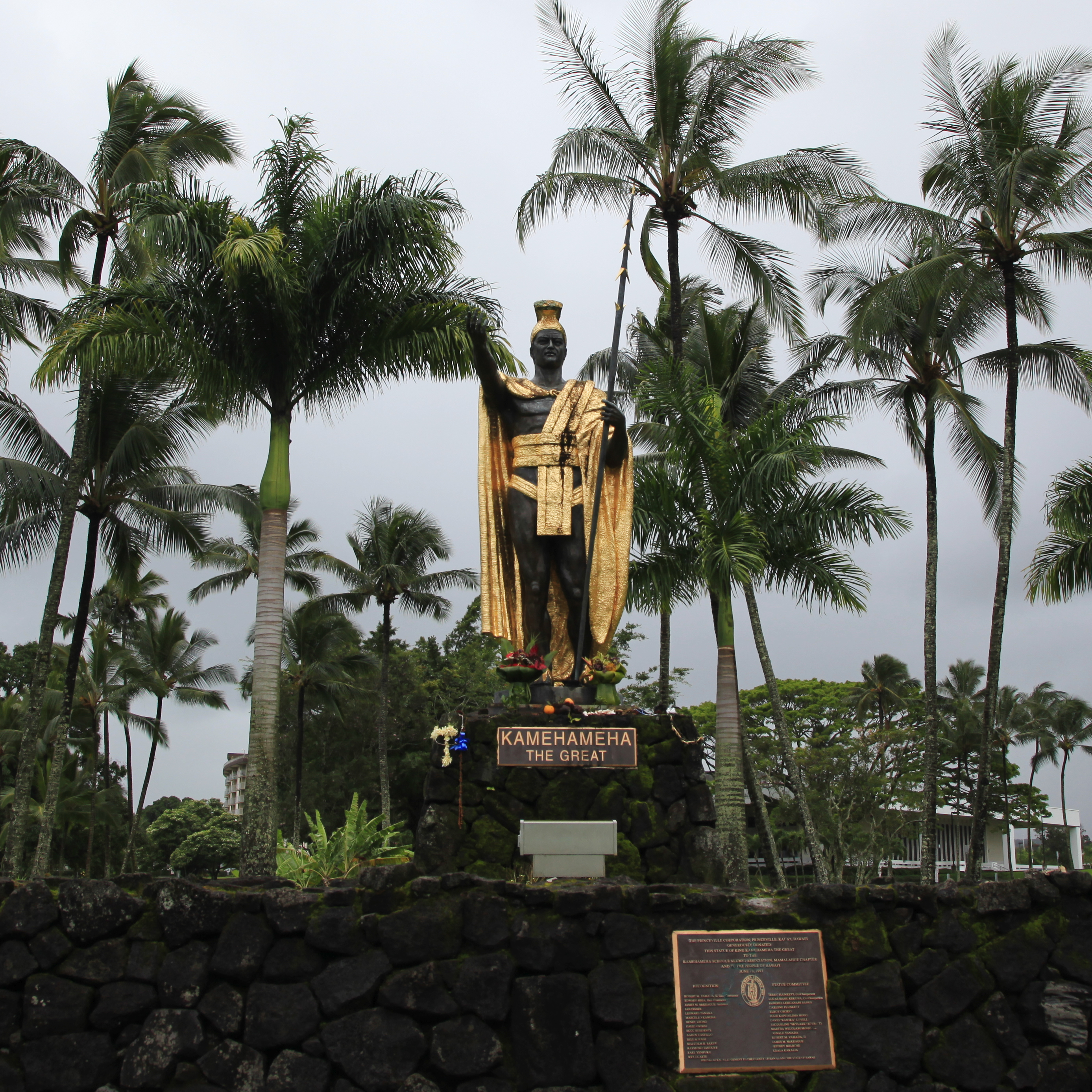
カメハメハ大王像（ハワイ島ヒロ）

## 日本における知名度
- 1976年にNHK『みんなのうた』に採用された童謡「南の島のハメハメハ大王」（旧題：「ハメハメハ大王」、作詞：伊藤アキラ、作曲：森田公一）に登場するハメハメハ大王は、（作詞者の伊藤によると）カメハメハ大王の“友達”という設定になっている[2]。
- 元プロレスラーのキング・イヤウケアはカメハメハ王朝の末裔であり、インディアンの首長の末裔（とされていた）ブル・ラモスとのタッグチームは王族同士のコンビとして「ザ・タイクーンズ」と命名され、1970年代に全日本プロレスで活躍した。
- 2004年の日本ダービーを制した競走馬・キングカメハメハは、この王にちなんで名づけられた。
- 鳥山明の『ドラゴンボール』で主人公たちが使用する「かめはめ波」はこの王の名前から取られている。鳥山が技の名前を考えていたとき、鳥山の妻である、みかみなちが提案したものを、「ばかばかしくて亀仙人らしい」と採用した[3][4]。